# Les Hauts-de-Chée
Les Hauts-de-Chée település Franciaországban, Meuse megyében. Lakosainak száma 702 fő (2022. január 1.). Les Hauts-de-Chée Chardogne, Lisle-en-Barrois, Louppy-le-Château, Rembercourt-Sommaisne, Raival, Seigneulles és Vavincourt községekkel határos.

## Népesség
A település népességének változása:
| Lakosok száma | 342  | 770  | 802  | 733  | 750  | 751  | 728  | 712  | 711  | 702  |
|               | 1968 | 1982 | 1990 | 2006 | 2013 | 2015 | 2017 | 2019 | 2020 | 2022 |